# Vertagus
Le vertagus, vertragus, ouertragoï ou lévrier celte, est un lévrier d'origine asiatique aujourd'hui disparu.
Le terme celte, ouertragoï, est adapté au latin et cité par Martial et Julius Firmicus Maternus.

## Histoire
Au IIe millénaire av. J.-C., ce lévrier était utilisé pour la chasse en terrain découvert.
En l'an 139, Flavius Arrien, dit Xenophon le Jeune, écrit un traité de la chasse décrivant la sélection, l'élevage et les techniques de dressage pour la chasse à vue avec des vertragi.
Ce chien est à l'origine de certains lévriers du groupe 10, notamment des Galgos (très proches physiquement), des Greyhounds et peut être des Magyars Agar.

## Photos
Œuvres comprenant des vertragi :

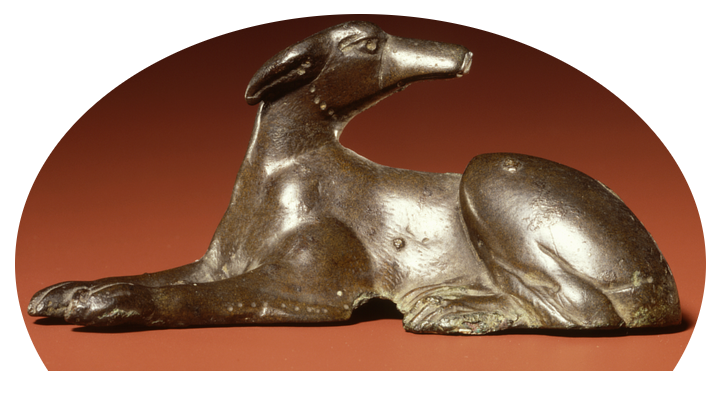
Bronze époque romaine (Allemagne)
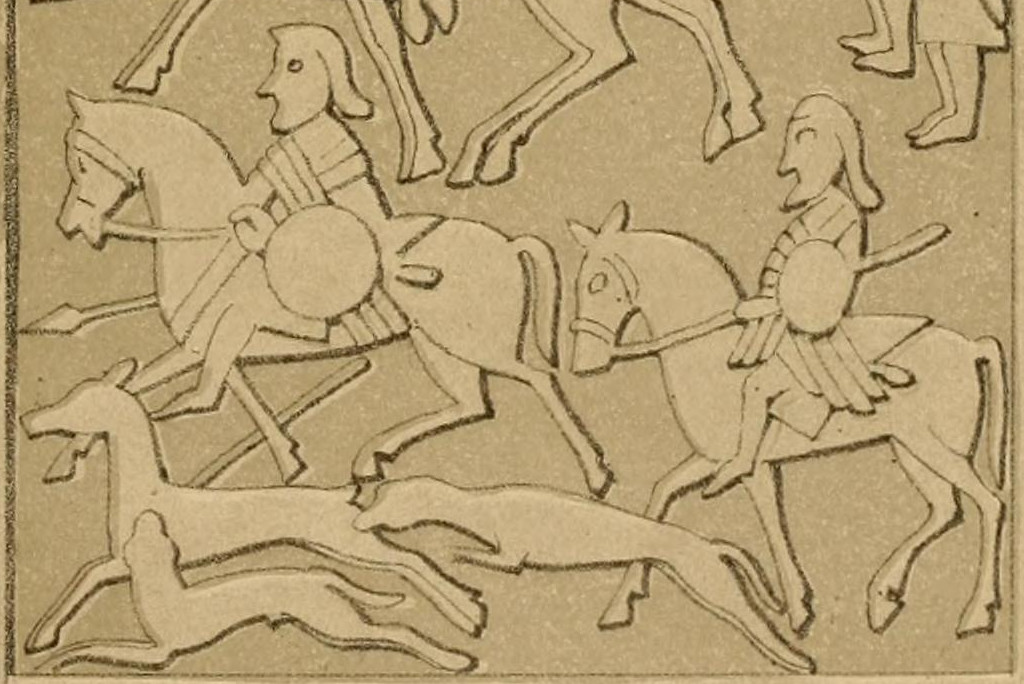
Partie de chasse avec des Lévriers celtes - Lithographie de la Pierre de Hilton of Cadboll (Écosse)
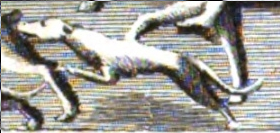
Extrait de la "pierre de Hilton of Cadboll" (Écosse)
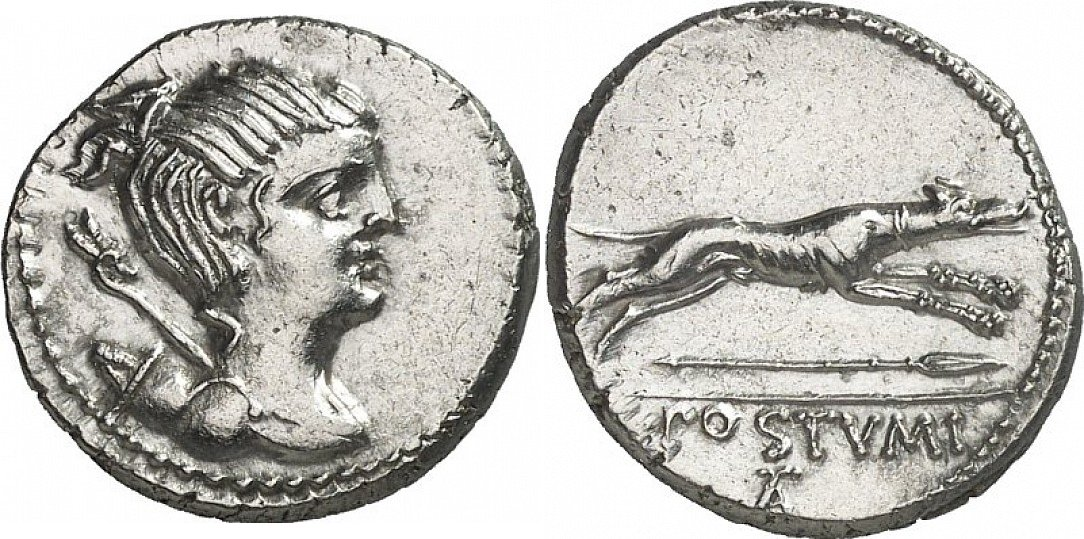
Denier "Gens Postumia" (74-73 av. J.-C.) représentant un vertagus (revers de la pièce)
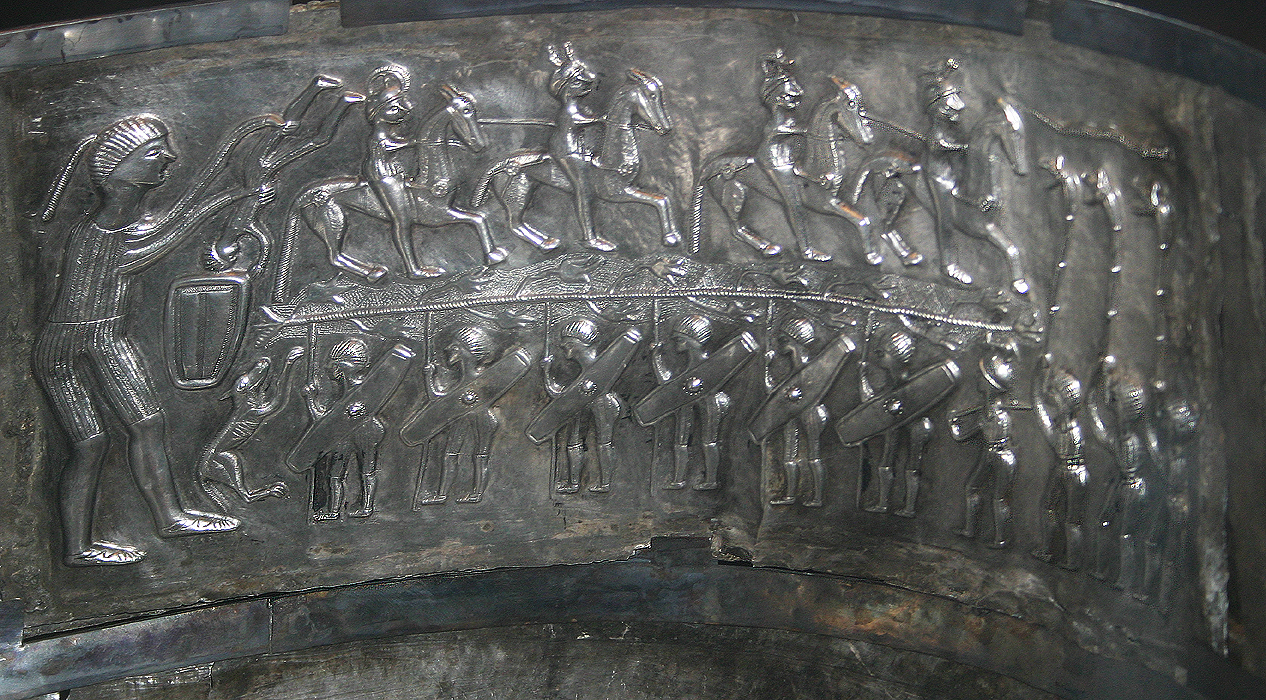
Détail du chaudron de Gundestrup (Danemark)
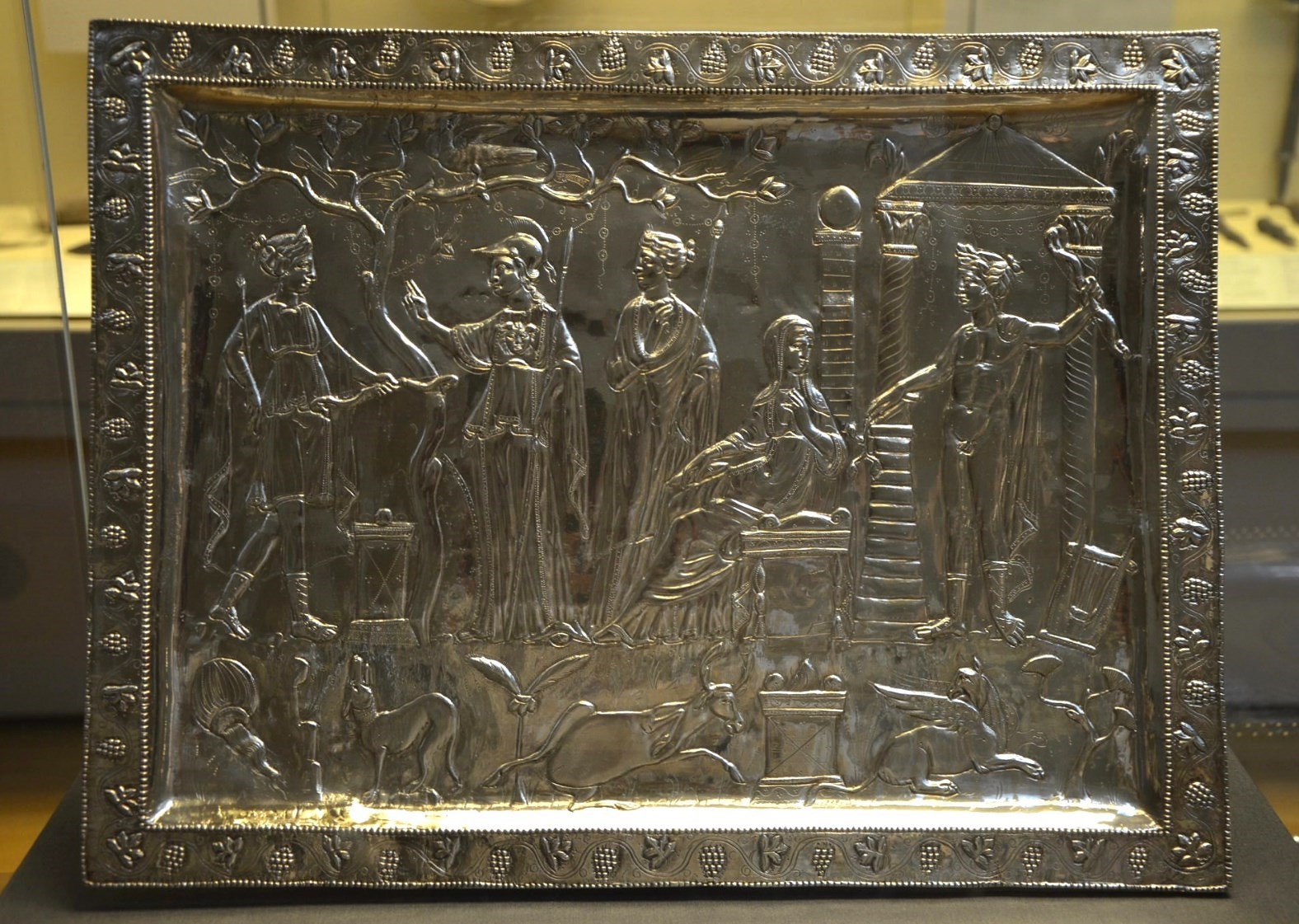
Plateau d'argent Corbridge lanx (Angleterre) - Vertagus situé en partie basse sous la déesse Diane (partie gauche).